# Cynolebias gibbus
Cynolebias gibbus es un pez de la familia de los rivulinos en el orden de los ciprinodontiformes.

## Morfología
Los machos pueden alcanzar los 9,8 cm de longitud total y las hembras los 8,73 cm.

## Distribución geográfica
Se encuentran en Sudamérica: Brasil.